# Luna 5
Luna 5, hay E-6 No.10, là một phi thuyền không người lái của Liên Xô dự định hạ cánh xuống Mặt Trăng như một phần của chương trình Luna. Nó được dự định để trở thành phi thuyền đầu tiên hạ cánh mềm thành công trên Mặt Trăng, tuy nhiên nó không thành công, và phi thuyền rơi đập mạnh vào bề mặt Mặt Trăng.

## Phóng lên
Luna 5 được phóng lên bằng tên lửa mang tên Molniya-M, bay từ vị trí 1/5 tại sân bay vũ trụ Baikonur. Cất cánh xảy ra lúc 07:49:37 UTC ngày 9 tháng 5 năm 1965. Tàu vũ trụ và phần Blok L đi vào quỹ đạo Trái Đất thấp, trước khi Blok L phát hỏa để đẩy Luna 5 về phía Mặt Trăng.
Luna 5 trở thành tàu vũ trụ đầu tiên của Liên Xô thăm dò được phóng thành công về phía Mặt trăng trong hai năm. Giữa nó và nhiệm vụ trước đó được phóng thành công, Luna 4, đã có ba thất bại khi khởi động: E-6 No.6 và No.5 năm 1964 và Kosmos 60 vào năm 1965.

## Thất bại

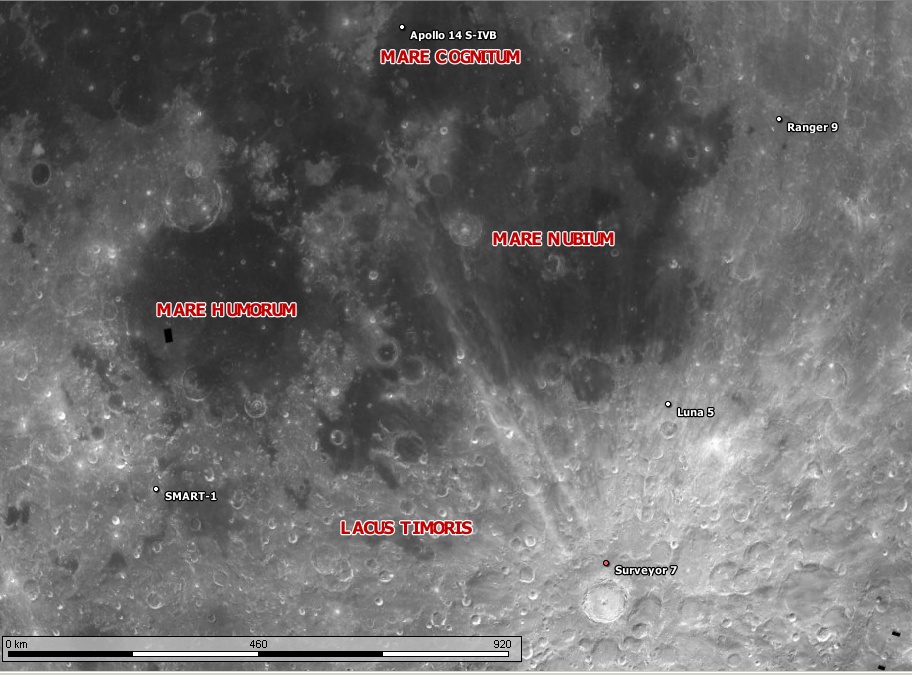
Lần đầu tiên công bố vị trí của ảnh hưởng Luna 5 (phía dưới bên phải), liên quan đến các tàu thăm dò mặt trăng khác và các điểm hạ cánh thành công.

Sau đợt điều chỉnh giữa hành trình ngày 10 tháng 5, phi thuyền bắt đầu tự quay quanh trục chính do một trục trặc trong một con quay hồi chuyển bên trong hệ thống hướng dẫn I-100. Một nỗ lực tiếp theo để khởi động động cơ chính không thành công do lỗi điều khiển mặt đất và động cơ không bao giờ được khởi động. Kết quả của những thất bại này là nỗ lực hạ cánh không thành công, và Luna 5 rơi đập mạnh vào bề mặt Mặt Trăng. Nơi va chạm lần đầu tiên được công bố là 31° S 8°W (bờ biển của Mare Nubium), nhưng sau đó nó được ước tính lại là 8°N 23°W (gần miệng núi lửa Copernicus). Đây là tàu vũ trụ thứ hai của Liên Xô rơi vào bề mặt Mặt trăng, theo sau Luna 2 năm 1959. Một đài quan sát ghi nhận một chùm bụi đất diện tích 220 x 80 km (137 x 50 mi) hình thành do tác động va đập của tàu vũ trụ tạo ra trong mười phút.